# 鹿児島県警察部
鹿児島県警察部（かごしまけんけいさつぶ）は、戦前の内務省監督下の鹿児島県が設置した府県警察部であり、鹿児島県内を管轄区域とする。
1948年（昭和23年）3月6日に廃止となり、鹿児島県警察部は国家地方警察鹿児島県本部と鹿児島市警察などの自治体警察に再編されることになった。

## 沿革
- 1871年（明治4年）7月　廃藩置県が行われ、鹿児島県庁に聴訟課を置く。
- 1876年（明治9年）4月　鹿児島県第四課に改称。
- 1877年（明治10年）2月　西南戦争が勃発。
- 1877年（明治10年）6月　鹿児島県第四課を廃止し、中央直轄の警視出張所を置く。
- 1878年（明治11年）10月　鹿児島県に警察課を再設置。
- 1879年（明治12年）4月　鹿児島県警察本署に改称。
- 1886年（明治19年）7月　鹿児島県警察本部に改称。
- 1890年（明治23年）10月　鹿児島県警察部に改称。
- 1905年（明治38年）4月　鹿児島県第四部に改称
- 1907年（明治40年）7月　鹿児島県警察部に改称。
- 1928年（昭和3年）7月18日　特別高等警察課を設置。
- 1945年（昭和20年）10月　特別高等警察が廃止。

## 組織
1940年（昭和15年）時点
- 情報室
- 特別高等警察課
- 警務課
- 警防課
- 保安課
- 刑事課
- 衛生課
- 健康保険課
- 工場課
- 警察練習所

## 警察署
1940年（昭和15年）時点
- 鹿児島警察署
- 谷山警察署
- 揖宿警察署
- 頴娃警察署
- 枕崎警察署
- 知覧警察署
- 加世田警察署
- 伊作警察署
- 伊集院警察署
- 市来警察署
- 川内警察署
- 甑島警察署
- 宮之城警察署
- 阿久根警察署
- 出水警察署
- 大口警察署
- 横川警察署
- 加治木警察
- 国分警察署
- 末吉警察署
- 岩川警察署
- 志布志警察署
- 柏原警察署
- 鹿屋警察署
- 垂水警察署
- 大根占警察署
- 種子島警察署
- 屋久島警察署
- 大島警察署
- 古仁屋警察署
- 喜界島警察署
- 徳之島警察署
- 沖永良部島警察署

## 歴代部長
| 代 | 官職名                 | 氏名       | 就任日         | 退任日         | 前職                   | 後職                       | 備考                   |
| -- | ---------------------- | ---------- | -------------- | -------------- | ---------------------- | -------------------------- | ---------------------- |
| -  | 第四課長               | 中島健彦   | 1876年4月17日  |                |                        |                            |                        |
| -  | 第四課長               | 右松祐永   | 1877年2月13日  |                |                        |                            |                        |
| -  | 第四課長心得           | 藤井楯雄   | 1877年4月28日  |                |                        |                            |                        |
| -  | 鹿児島警視 出張所長    | 綿貫吉直   | 1877年7月12日  |                |                        |                            |                        |
| -  | 鹿児島警視 出張所長    | 丁野遠影   | 1877年10月     |                |                        |                            |                        |
| -  | 准奏任 御用掛          | 小野修一郎 | 1877年12月19日 |                |                        |                            |                        |
| -  | 警察課長               | 香坂昌邦   | 1878年10月7日  |                |                        |                            |                        |
| -  | 警察本署長心得         | 大滝新十郎 | 1879年5月28日  |                |                        |                            |                        |
| -  | 警察本署長心得         | 岩崎義憲   | 1880年6月25日  | 1880年7月21日  |                        | -                          |                        |
| -  | 警察本署長             | 岩崎義憲   | 1880年7月21日  | 1881年11月26日 | -                      | -                          |                        |
| -  | 警部長心得 警察本署長  | 岩崎義憲   | 1881年11月26日 | 1882年9月7日   | -                      | -                          |                        |
| 1  | 警部長 警察本署長      | 岩崎義憲   | 1882年9月7日   | 1884年6月13日  | -                      | 四等警視                   |                        |
| 2  | 警部長 警察本署長      | 染川済     | 1884年6月13日  | 1885年12月24日 | 栃木県警部長           | 農商務権少書記官           |                        |
| 3  | 警部長 警察本署長      | 今井兼喜   | 1886年1月8日   | 1886年7月20日  | 鹿児島県警部           | -                          |                        |
| 3  | 警部長 警察本部長      | 今井兼喜   | 1886年7月20日  | 1889年11月11日 | -                      | 茨城県警部長               |                        |
| 4  | 警部長 警察本部長      | 久保村活三 | 1889年11月11日 | 1890年10月11日 | 鳥取県警部長           | -                          |                        |
| 4  | 警部長 警察部長        | 久保村活三 | 1890年10月11日 | 1891年5月7日   | -                      | 新潟県警部長               |                        |
| 5  | 警部長 警察部長        | 宮内愛亮   | 1891年5月7日   | 1893年3月21日  | 新潟県警部長           | 非職                       |                        |
| 6  | 警部長 警察部長        | 楯石騤二郎 | 1893年3月21日  | 1897年1月9日   | 警視                   | 栃木県警部長               |                        |
| 7  | 警部長 警察部長        | 東郷実政   | 1897年1月9日   | 1897年10月23日 |                        | 非職                       |                        |
| 8  | 警部長 警察部長        | 土方和親   | 1897年10月23日 | 1898年7月25日  | 島根県警部長           | 北海道庁警部長             |                        |
| 9  | 警部長 警察部長        | 宮地佐之助 | 1898年7月28日  | 1899年4月8日   | 新潟県古志郡長         | 非職                       |                        |
| 10 | 警部長 警察部長        | 桜井高尚   | 1899年4月8日   | 1900年8月8日   | 高知県警部長           | 茨城県警部長               |                        |
| 11 | 警部長 警察部長        | 久保敏樹   | 1900年8月8日   | 1902年3月26日  | 秋田県警部長           | 島根県警部長               |                        |
| 12 | 警部長 警察部長        | 西村陸奥夫 | 1902年3月26日  | 1905年4月19日  | 徳島県参事官           | -                          |                        |
| 12 | 事務官 第四部長 警務長 | 西村陸奥夫 | 1905年4月19日  | 1905年6月3日   | -                      | 島根県事務官・第一部長     |                        |
| 13 | 事務官 第四部長 警務長 | 湯地幸平   | 1905年6月3日   | 1907年7月13日  | 茨城県事務官           | 福岡県事務官               |                        |
| 14 | 事務官 警察部長 警務長 | 橋本正治   | 1907年7月13日  | 1908年3月30日  | 佐賀県事務官・第四部長 | 神奈川県事務官・警察部長   |                        |
| 15 | 事務官 警察部長 警務長 | 斎藤美知麿 | 1908年3月30日  | 1909年2月17日  | 福島県事務官           | 死去                       |                        |
| 16 | 事務官 警察部長 警務長 | 佐竹義文   | 1909年3月4日   | 1912年3月28日  | 山梨県事務官・警察部長 | 奈良県事務官・内務部長     |                        |
| 17 | 事務官 警察部長 警務長 | 丸茂藤平   | 1912年3月28日  | 1913年6月13日  | 鹿児島県揖宿郡長       | -                          |                        |
| 17 | 警察部長               | 丸茂藤平   | 1913年6月13日  | 1914年6月9日   | -                      | 愛知県警察部長             |                        |
| 18 | 警察部長               | 浜田虎太郎 | 1914年6月9日   | 1916年4月28日  | 岐阜県警察部長         | 休職                       |                        |
| 19 | 警察部長               | 藤沼庄平   | 1916年4月28日  | 1918年5月25日  | 奈良県警察部長         | 京都府警察部長             |                        |
| 20 | 警察部長               | 林寿夫     | 1918年5月25日  | 1921年6月3日   | 宮崎県理事官           | 山口県警察部長             |                        |
| 21 | 警察部長               | 除野康雄   | 1921年6月3日   | 1924年10月2日  | 茨城県理事官           | 鳥取県内務部長             |                        |
| 22 | 警察部長               | 吉田康太郎 | 1924年10月2日  | 1924年12月20日 | 沖縄県警察部長         | -                          |                        |
| 22 | 書記官 警察部長        | 吉田康太郎 | 1924年12月20日 | 1926年9月28日  | -                      | 高知県書記官・内務部長     |                        |
| 23 | 書記官 警察部長        | 小早川貞登 | 1926年9月28日  | 1927年5月17日  | 休職関東庁事務官       | 沖縄県書記官・警察部長     |                        |
| 24 | 書記官 警察部長        | 永野清     | 1927年5月17日  | 1928年7月3日   |                        | 熊本県書記官・警察部長     |                        |
| 25 | 書記官 警察部長        | 松島源蔵   | 1928年7月3日   | 1929年7月8日   | 鳥取県書記官・警察部長 | 山梨県書記官・内務部長     |                        |
| 26 | 書記官 警察部長        | 畑山四男美 | 1929年7月8日   | 1931年5月9日   | 熊本県書記官・学務部長 | 鹿児島県書記官・内務部長   |                        |
| 27 | 書記官 警察部長        | 藤岡長敏   | 1931年5月9日   | 1931年12月24日 | 広島県書記官・学務部長 | 静岡県書記官・警察部長     |                        |
| 28 | 書記官 警察部長        | 山口尚章   | 1931年12月24日 | 1932年6月30日  | 滋賀県書記官・内務部長 | 沖縄県書記官・内務部長     |                        |
| 29 | 書記官 警察部長        | 郡山義夫   | 1932年6月30日  | 1935年1月19日  | 佐賀県書記官・警察部長 | 岡山県書記官・経済部長     |                        |
| 30 | 書記官 警察部長        | 服部直彰   | 1935年1月19日  | 1936年4月25日  | 地方事務官             | 警視庁部長・保安部長       |                        |
| 31 | 書記官 警察部長        | 坂信弥     | 1936年4月25日  | 1937年7月8日   | 奈良県書記官・経済部長 | 埼玉県書記官・警察部長     |                        |
| 32 | 書記官 警察部長        | 西井一孝   | 1937年7月8日   | 1940年4月10日  | 沖縄県書記官・警察部長 | 兵庫県書記官・学務部長     |                        |
| 33 | 書記官 警察部長        | 桃井直美   | 1940年4月10日  | 1941年1月8日   | 和歌山県書記官         | 神奈川県書記官・学務部長   |                        |
| 34 | 書記官 警察部長        | 猪俣敬次郎 | 1941年1月8日   | 1942年7月2日   | 内務事務官兼外務事務官 | 依願免官                   |                        |
| 35 | 書記官 警察部長        | 上村健太郎 | 1942年7月2日   | 1942年11月1日  | 内務事務官             | -                          |                        |
| 35 | 部長 警察部長          | 上村健太郎 | 1942年11月1日  | 1943年12月22日 | -                      | 大阪府部長・警察局治安部長 |                        |
| 36 | 部長 警察部長          | 倉科幸内   | 1943年12月22日 | 1944年8月2日   | 地方警視               | 大阪府部長・警察局治安部長 |                        |
| 37 | 部長 警察部長          | 時田吉雄   | 1944年8月2日   |                | 東京都書記官           |                            |                        |
| 38 | 部長 警察部長          | 池野清躬   | 1945年4月21日  | 1945年10月13日 | 和歌山県部長           | 休職                       |                        |
| 39 | 部長 警察部長          | 松下一     | 1945年10月13日 |                | -                      | -                          | 兼任 本務:鹿児島県部長 |
| 40 | 部長 警察部長          | 中川淳     | 1945年10月15日 | 1946年4月1日   |                        | -                          |                        |
| 40 | 地方事務官 警察部長    | 中川淳     | 1946年4月1日   | 1946年7月13日  | -                      | 静岡県警察部長             |                        |
| 41 | 地方事務官 警察部長    | 江口俊男   | 1946年7月13日  | 1948年3月6日   |                        | 長崎県警察長               |                        |